# Iglesia de San Juan Bautista (Timar)
La iglesia de San Juan Bautista es un templo católico ubicado en Timar, en la comuna de Camarones, Región de Arica y Parinacota, Chile. Construida en el siglo xviii, Fue declarada monumento nacional de Chile, en la categoría de monumento histórico, mediante el Decreto n.º 77, del 13 de abril de 2017.
Construida con muros de adobe y cimientos de piedra, en su interior se encuentra un retablo de madera tallada y policromada, realizado en estilo barroco andino.
Su torre campanario se encuentra adosada a la iglesia, y cuenta con un cuerpo y un campanario de adobe, rematado de una cúpula también de adobe.